# National Counterintelligence and Security Center
Das National Counterintelligence and Security Center (NCSC) ist ein Teil des Amtes des Director of National Intelligence der Vereinigten Staaten. Es hat die Aufgabe, die US-Spionageabwehr zu koordinieren.

## Zuarbeitende Organisationen
Die Spionageabwehr fällt in den Vereinigten Staaten in die Zuständigkeit verschiedener Behörden der United States Intelligence Community und des Federal Bureau of Investigation.  

## Geschichte
Das Zentrum wurde am 5. Januar 2001 gegründet. Vorgänger war das Office of the National Counterintelligence Executive.

## Kritik
Nach einem Bericht des für die Nachrichtendienste zuständigen Ausschusses des US-Senats habe das NCSC als federführende Stelle der US-Regierung für Spionageabwehr weder einen klaren Auftrag sowie ausreichende und klar definierte Befugnisse und Mittel, um der Bedrohung durch Spionage wirksam zu begegnen. Die Stellung innerhalb des Office of the Director of National Intelligence (ODNI) hindere das NCSC möglicherweise daran, seine Kapazitäten zu erweitern und flexibel auf Bedrohungen zu reagieren. Dessen ungeachtet herrsche unter den mit Spionageabwehr befassten Regierungsvertretern und Verwaltungsmitarbeitern keine Einigkeit über die Fortentwicklung des NCSC.

## Direktoren
Das Zentrum wird von einem Direktor geleitet.
| Nr. | Name               | Amtszeit                       | Anmerkungen                                                           |
| --- | ------------------ | ------------------------------ | --------------------------------------------------------------------- |
|     | Bear Bryant        | bis 2. Juni 2014               |                                                                       |
|     | William R. Evanina | 2. Juni 2014 – 20. Januar 2021 |                                                                       |
|     | Michael J. Orlando | seit 20. Januar 2021           | kommissarisch; seit November 2020 Stellvertretender Direktor des NCSC |